# Ionosfera
Ionosfera je ionizirani sloj v atmosferi. Sestavljena je iz elektronov in nabitih molekul, ki so ionizirani zaradi ultravijoličnih in drugih kratkovalovnih žarkov s Sonca.
Zemljina ionosfera se nahaja na višinah med 50 in 600 km nad površino planeta, v plasti, ki jo imenujemo termosfera. Višina ionosfere se spreminja glede na čas dneva, letni čas ter glede na sončevo aktivnost. Glavni pomen ionosfere je odboj visokoenergijskega elektromagnetnega valovanja iz vesolja.